# Sisamno
Sisamno (grč. Sisamnes) je bio satrap pokrajine Arije u perzijskoj službi. Njegov otac bio je Hidarn Stariji, jedan od sedmorice urotnika koji su 522. pr. Kr. svrgnuli magijskog uzurpatora Gaumatu, odnosno pomogli Dariju Velikom da dođe na prijestolje Perzijskog Carstva. Hidarn Stariji nagrađen je zbog svojih zasluga, pa su dvojica njegovih sinova postali satrapima. Sisamnov brat Hidarn Mlađi prema svemu sudeći naslijedio je oca na mjestu satrapa Medije, dok je Sisamno imenovan satrapom Arije. Sisamno se spominje u Herodotovim djelima gdje je opisan kao zapovjednik arijskih snaga koje su sudjelovale u Kserksovoj ekspediciji protiv Grčke (480. pr. Kr.).

## Poveznice
- Hidarn Stariji
- Hidarn Mlađi
- Grčko-perzijski ratovi

## Vanjske poveznice
- Herodot: „Povijesti“, VII. 66.